# Traxcavator
Traxcavator [ˈtrækskəˌveɪtər] war ein Markenname, den die in Milwaukee ansässige Trackson Company 1940 registrieren ließ und anschließend für seine neuartigen Kettentraktor-Ladeeinrichtungen verwendete. Aufgrund des großen Erfolgs und der guten Zukunftsaussichten dieser neuen Maschinengattung übernahm Caterpillar 1951 die Trackson Company und mit ihr auch den eingetragenen Markennamen. Die von Caterpillar gebauten Laderaupen und Radlader erhielten daraufhin neben der Modellbezeichnung den Namenszusatz „Traxcavator“. Im Verlauf der 1960er Jahre verzichtete Caterpillar auf die Verwendung des Namens. Die Schutzdauer der Marke wurde dennoch mehrmals verlängert und erlosch erst im Jahr 2001.
Der Markenname ging im Laufe der Zeit als Gattungsname in die Alltagssprache ein und Laderaupen und Radlader wurden unabhängig vom Hersteller als „Traxcavator“ bezeichnet. Die Verwendung ist jedoch stark rückläufig und der Name gerät zunehmend in Vergessenheit. Eine Ausnahme stellt jedoch die Schweiz dar. Hier waren die importierten Caterpillar-Laderaupen und -Radlader die ersten ihrer Art und weit verbreitet, sodass der Name und insbesondere die Abkürzung „Trax“ für diese Maschinen immer noch verwendet wird.

## Geschichte

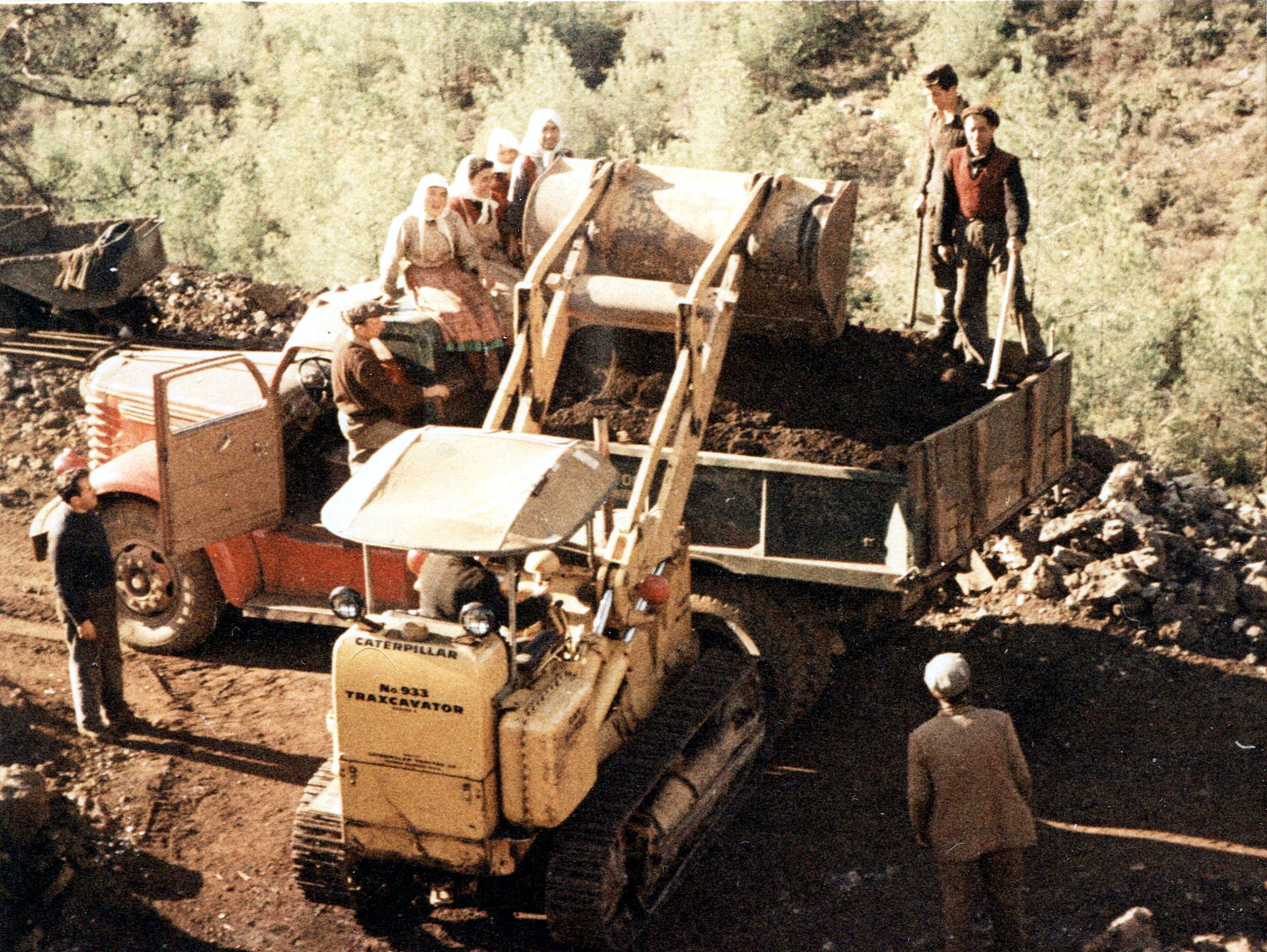
Ein Caterpillar 933 Traxcavator belädt einen Lkw (1958).

Die 1922 gegründete Trackson Company entwickelte ab 1936 spezielle Ladeschaufeln, die an Kettentraktoren von Caterpillar angebaut werden konnten. Das Anbaugerät bestand aus einem Rahmen mit Hebevorrichtung, an der die Ladeschaufel angebracht war. Das Anheben und Kippen der Ladeschaufel erfolgte mittels Seilzug. Diese Ladeeinrichtung stellte seinerzeit eine Neuheit in der Baumaschinenbranche dar und erweiterte das Einsatzspektrum von Kettentraktoren erheblich. Zuerst erhielt das Caterpillar-Modell Thirty im Jahr 1937 die neue Anbauschaufel von Trackson. Wenig später brachte Trackson weitere Ladeschaufeln für die Modelle D2, D4, D6 und D7 auf den Markt und nannte sein Produkt ab 1940 Traxcavator; ein Kunstwort, das sich aus den beiden englischen Wörtern „tracks“ (Raupenketten) and „excavator“ (Bagger) zusammensetzt.
Ende der 1940er Jahre entwickelte Trackson das Anbaugerät weiter und ersetzte dabei unter anderem den Seilzug durch zwei Hydraulikzylinder. Auf diese Weise entstand eine deutlich handlichere und stabilere Ladeeinrichtung, die erstmals als Modell HT4 an der Caterpillar-Raupe D4 montiert wurde. Aufgrund der großen Erfolgsaussichten kaufte Caterpillar 1951 die Trackson Company und integrierte zunächst die hydraulischen Ladeeinrichtungen in das eigene Produktangebot. Gleichzeitig entwickelte Caterpillar bis 1953 den Raupenlader No. 6 Traxcavator, der mit der hydraulischen Ladeeinrichtung ausgestattet war. Ihm folgten etwas später die Traxcavator-Modelle 933, 955 und 977. Die Ende der 1950er Jahre neu eingeführten Radladermodelle von Caterpillar erhielten ebenfalls den Namenszusatz „Traxcavator“. Da dies aber immer wieder zu Verwechslungen führte, ließ Caterpillar ab 1965 den Namenszusatz bei Radladern wegfallen. Kurze Zeit später verzichtete Caterpillar auch bei den neuen Raupenladern auf den Namenszusatz. Caterpillar verlängerte die Schutzdauer der Marke noch einige Male bis diese im Jahr 2001 erlosch.